# Sommatoria
La sommatoria è un simbolo matematico che abbrevia, in una notazione sintetica, la somma di un certo insieme di addendi. La notazione prevede:
- una lettera, il sigma maiuscolo: {\displaystyle \sum }
- una lettera chiamata indice della sommatoria (spesso si usano le lettere {\displaystyle k}, {\displaystyle i}, {\displaystyle j} o {\displaystyle n} minuscole)
- un'espressione algebrica alla destra del sigma in cui può comparire l'indice della sommatoria
- un intervallo di valori (interi) in cui può variare l'indice da indicare sopra e sotto il sigma.

Nel caso più generale possibile abbiamo quindi una scrittura del tipo
{\displaystyle \sum _{k=m}^{n}f(k),}
dove {\displaystyle m} e {\displaystyle n} sono dei numeri interi, detti rispettivamente limite inferiore della sommatoria e limite superiore della sommatoria. La scrittura si legge "sommatoria per {\displaystyle k} che va da {\displaystyle m} a {\displaystyle n} di {\displaystyle f(k)}". Con questa notazione si indica la somma di tutti gli addendi che si ottengono sostituendo all'indice {\displaystyle k} di {\displaystyle f(k)} tutti i valori interi che vanno dal numero {\displaystyle m} al numero {\displaystyle n} compresi.
{\displaystyle \sum _{k=m}^{n}f(k)=f(m)+f(m+1)+f(m+2)+\ldots +f(n-1)+f(n).}

## Esempi
Se {\displaystyle f(k)=0}
{\displaystyle \sum _{k=1}^{3}0=0+0+0=0.}
Se {\displaystyle f(k)=1}
{\displaystyle \sum _{k=0}^{5}1=1+1+1+1+1+1=6.}
Se {\displaystyle f(k)=k^{2}}
{\displaystyle \sum _{k=4}^{10}k^{2}=4^{2}+5^{2}+6^{2}+7^{2}+8^{2}+9^{2}+10^{2}=371.}
Oppure se {\displaystyle f(m)=m}
{\displaystyle \sum _{m=1}^{10}m=1+2+3+4+5+6+7+8+9+10=55.}

## Sommatorie infinite
È anche possibile utilizzare questa notazione per somme di un numero infinito di termini; esse sono chiamate serie infinite. Al posto di {\displaystyle n} sopra il simbolo di sommatoria si usa il simbolo di infinito ({\displaystyle \infty }). La somma di una serie siffatta è definita come il limite della somma dei primi {\displaystyle n} termini, al crescere di {\displaystyle n} oltre un qualsivoglia valore. In formule, 
{\displaystyle \sum _{i=m}^{\infty }x_{i}:=\lim _{n\to \infty }\sum _{i=m}^{n}x_{i}.}
Si può anche rimpiazzare {\displaystyle m} con un infinito negativo, e avere 
{\displaystyle \sum _{i=-\infty }^{\infty }x_{i}:=\lim _{n\to \infty }\sum _{i=-n}^{m}x_{i}+\lim _{n\to \infty }\sum _{i=m+1}^{n}x_{i},}
per un intero a scelta {\displaystyle m}, ammesso che entrambi i limiti esistano.

## Altri usi
È in uso lo stesso simbolo anche per descrivere somme i cui addendi non sono in corrispondenza con i numeri interi, ma soddisfano condizioni più generali, come ad esempio
{\displaystyle \sum _{d|n}f(d),}
dove la somma si estende a tutti i numeri che dividono un dato numero {\displaystyle n},
{\displaystyle \sum _{0\leq x<100 \atop x\in \mathbb {Z} }f(x)}
la somma di {\displaystyle f(x)} su tutti gli {\displaystyle x} interi nell'intervallo specificato,
{\displaystyle \sum _{x\in S}f(x)}
la somma su tutti gli {\displaystyle x} appartenenti all'insieme {\displaystyle S}.
Nella matematica del continuo, l'equivalente della somma è l'integrale.
Per sommatorie coinvolgenti vettori, matrici e tensori, Albert Einstein introdusse una notazione semplificata che da lui prende nome.

## Proprietà della sommatoria

### Proprietà associativa-dissociativa
Nella notazione di sommatoria vale la seguente uguaglianza:
{\displaystyle \sum _{k=N}^{M}f(k)\pm \sum _{k=N}^{M}g(k)=\sum _{k=N}^{M}f(k)\pm g(k).}
Si noti che perché l'uguaglianza sia valida, i limiti superiori ed inferiori delle due sommatorie devono essere uguali, altrimenti l'uguaglianza non è valida.
Sviluppando le due sommatorie:
{\displaystyle \sum _{k=N}^{M}f(k)\pm \sum _{k=N}^{M}g(k)=(f(N)+f(N+1)+f(N+2)+\ldots +f(M))\pm (g(N)+g(N+1)+g(N+2)+\ldots +g(M)),}
eliminando le parentesi:
{\displaystyle (f(N)+f(N+1)+f(N+2)+\ldots +f(M))\pm (g(N)+g(N+1)+g(N+2)+\ldots +g(M))=f(N)+f(N+1)+f(N+2)+\ldots +f(M)\pm g(N)\pm g(N+1)\pm g(N+2)\pm \ldots \pm g(M),}
e applicando la proprietà associativa dell'addizione:
{\displaystyle f(N)+f(N+1)+f(N+2)+\ldots +f(M)\pm g(N)\pm g(N+1)\pm g(N+2)\pm \ldots \pm g(M)=(f(N)\pm g(N))+(f(N+1)\pm g(N+1))+(f(N+2)\pm g(N+2))+\ldots +(f(M)\pm g(M)),}
si può riscrivere la somma nella seguente forma:
{\displaystyle (f(N)\pm g(N))+(f(N+1)\pm g(N+1))+(f(N+2)\pm g(N+2))+\ldots +(f(M)\pm g(M))=\sum _{k=N}^{M}f(k)\pm g(k),}
da cui:
{\displaystyle \sum _{k=N}^{M}f(k)\pm \sum _{k=N}^{M}g(k)=\sum _{k=N}^{M}f(k)\pm g(k).}

### Proprietà distributiva
Nella notazione di sommatoria vale la seguente uguaglianza:
{\displaystyle a\cdot \sum _{k=N}^{M}f(k)=\sum _{k=N}^{M}a\cdot f(k),}
questo vuol dire che un fattore indipendente dall'indice che si trova all'interno di una sommatoria può essere estratto da essa e, viceversa, un fattore esterno alla sommatoria può essere portato al suo interno.
Sviluppando la sommatoria:
{\displaystyle a\cdot \sum _{k=N}^{M}f(k)=a\cdot (f(N)+f(N+1)+f(N+2)+\ldots +f(M))}
e applicando la proprietà distributiva della moltiplicazione:
{\displaystyle a\cdot (f(N)+f(N+1)+f(N+2)+\ldots +f(M))=a\cdot f(N)+a\cdot f(N+1)+a\cdot f(N+2)+\ldots +a\cdot f(M),}
si può riscrivere la somma nella seguente forma:
{\displaystyle a\cdot f(N)+a\cdot f(N+1)+a\cdot f(N+2)+\ldots +a\cdot f(M)=\sum _{k=N}^{M}a\cdot f(k),}
da cui
{\displaystyle a\cdot \sum _{k=N}^{M}f(k)=\sum _{k=N}^{M}a\cdot f(k).}
Dalla dimostrazione si può dedurre che questa proprietà è equivalente alla proprietà distributiva della moltiplicazione rispetto all'addizione. Ovviamente questa proprietà vale anche nel caso in cui un rapporto abbia una sommatoria al numeratore, infatti:
{\displaystyle {\frac {\sum _{k=N}^{M}f(k)}{a}}={\frac {1}{a}}\sum _{k=N}^{M}f(k)=\sum _{k=N}^{M}{\frac {1}{a}}f(k)=\sum _{k=N}^{M}{\frac {f(k)}{a}}\Rightarrow {\frac {\sum _{k=N}^{M}f(k)}{a}}=\sum _{k=N}^{M}{\frac {f(k)}{a}}.}
Scomposizione:
{\displaystyle \sum _{k=1}^{n+m}a_{k}=\sum _{k=1}^{n}a_{k}+\sum _{k=n+1}^{n+m}a_{k}.}
Traslazione di indici:
{\displaystyle \sum _{k=1}^{n}a_{k}=\sum _{k=1+m}^{n+m}a_{k-m}.}

#### Traslazione dei limiti superiore ed inferiore
Nel caso in cui il termine della sommatoria sia un polinomio la traslazione dei limiti superiore e inferiore può essere fatta alterando opportunamente i soli termini dipendenti dall'indice:
{\displaystyle \sum _{x=B+1}^{C}3x^{2}-3x+1=\sum _{x=1}^{C-B}3(x+B)^{2}-3(x+B)+1.}
Riflessione di indici:
{\displaystyle \sum _{k=1}^{n}a_{k}=\sum _{k=1}^{n}a_{n-k+1}=\sum _{k=0}^{n-1}a_{n-k}}. Più in generale abbiamo (quando {\displaystyle n>m}): {\displaystyle \sum _{k=m}^{n}a_{k}=\sum _{k=m}^{n}a_{n-k+m}.}

## Alcune identità in cui compaiono sommatorie
La formula per la somma di tutti gli interi da {\displaystyle m} a {\displaystyle n} è 
{\displaystyle \sum _{i=m}^{n}i={\frac {(n-m+1)(n+m)}{2}}.}       Esempio: {\displaystyle \sum _{i=10}^{15}i={\frac {(15-10+1)(15+10)}{2}}={\frac {150}{2}}=75.}
Consideriamo la somma degli interi da {\displaystyle 3} ({\displaystyle m}) a {\displaystyle 7} ({\displaystyle n}), abbiamo {\displaystyle 3+4+5+6+7}, aggiungiamo e togliamo tutti i numeri che precedono il {\displaystyle 3} cioè nel nostro caso {\displaystyle 1+2} che sarebbe la somma dei primi numeri interi da {\displaystyle 1} a {\displaystyle n}, {\displaystyle n} è {\displaystyle 2} ovvero 3-1=2 (m-1).
La nostra somma diventa: {\displaystyle 1+2+3+4+5+6+7-(1+2).} Possiamo notare che il risultato è la differenza tra la somma degli interi da {\displaystyle 1} a {\displaystyle n} meno la somma degli interi da {\displaystyle 1} a {\displaystyle m-1}, la somma degli {\displaystyle n} interi partendo da {\displaystyle 1} è la formula di Gauss che trovò da giovane:
{\displaystyle {\frac {n(n+1)}{2}}.}
Per la somma degli interi da {\displaystyle 1} a {\displaystyle m-1} abbiamo:
{\displaystyle {\frac {(m-1)(m-1+1)}{2}}}
{\displaystyle {\frac {m(m-1)}{2}}.}
Il nostro risultato sarebbe la differenza fra i due, ovvero:
{\displaystyle {\frac {n(n+1)}{2}}-{\frac {m(m-1)}{2}}.}
Con alcuni passaggi algebrici sviluppiamo e troviamo la nostra formula compatta:
{\displaystyle {\frac {n^{2}+n-m^{2}+m}{2}}}
{\displaystyle {\frac {n^{2}-m^{2}+n+m}{2}}}
{\displaystyle n^{2}-m^{2}=(n+m)(n-m)}
{\displaystyle {\frac {(n+m)(n-m)+n+m}{2}}}
{\displaystyle {\frac {(n-m+1)(n+m)}{2}}.}
Quindi in particolare la somma dei primi {\displaystyle n} interi positivi è 
{\displaystyle \sum _{i=0}^{n}i=\sum _{i=1}^{n}i={\frac {n(n+1)}{2}}.}          Esempio: {\displaystyle \sum _{i=0}^{10}i=\sum _{i=1}^{10}i={\frac {10(10+1)}{2}}={\frac {110}{2}}=55.}
La formula della somma dei primi {\displaystyle n} quadrati invece è
{\displaystyle \sum _{i=0}^{n}i^{2}=\sum _{i=1}^{n}i^{2}={\frac {n(n+1)(2n+1)}{6}}.}    Esempio: {\displaystyle \sum _{i=0}^{5}i^{2}=\sum _{i=1}^{5}i^{2}={\frac {5(5+1)(2\cdot 5+1)}{6}}={\frac {330}{6}}=55}; {\displaystyle \sum _{i=1}^{5}i^{2}=1^{2}+2^{2}+3^{2}+4^{2}+5^{2}=55.}
Da queste formule si può anche ricavare quella relativa alla somma dei primi {\displaystyle n} cubi.
Una relazione che lega i primi {\displaystyle n} cubi ai primi {\displaystyle n} numeri è la seguente:
{\displaystyle \sum _{i=1}^{n}i^{3}=\left(\sum _{i=1}^{n}i\right)^{2}.}               Esempio: {\displaystyle \sum _{i=1}^{3}i^{3}=1^{3}+2^{3}+3^{3}=36=(1+2+3)^{2}.}
Si dimostra per induzione.
Base dell'induzione: per {\displaystyle n=1} si ha: {\displaystyle \sum _{i=1}^{1}i^{3}=\left(\sum _{i=1}^{1}i\right)^{2}}
{\displaystyle 1^{3}=1^{2}} cioè {\displaystyle 1=1.}
Passo induttivo: Assumiamo vera l'ipotesi per {\displaystyle n}
Si ha quindi: {\displaystyle 1^{3}+2^{3}+3^{3}+\ldots +n^{3}=(1+2+3+\ldots +n)^{2}.}
Poiché il secondo membro dell'equazione è una serie aritmetica elevata al quadrato si ha:
{\displaystyle 1^{3}+2^{3}+3^{3}+\ldots +n^{3}=\left[{\frac {n(n+1)}{2}}\right]^{2}.}
Dimostriamo che vale per {\displaystyle n+1.}
{\displaystyle 1^{3}+2^{3}+3^{3}+\ldots +n^{3}+(n+1)^{3}=\left[{\frac {n(n+1)}{2}}\right]^{2}+(n+1)^{3}=(n+1)^{2}\left({\frac {n^{2}+4n+4}{4}}\right)=(n+1)^{2}\left({\frac {n+2}{2}}\right)^{2}=\left({\frac {(n+1)(n+2)}{2}}\right)^{2}.}
E questa è esattamente la formula per {\displaystyle n+1}. Questo teorema ci dice inoltre che la somma dei primi {\displaystyle n} cubi è data da: {\displaystyle \left({\frac {n(n+1)}{2}}\right)^{2}}
Tuttavia la dimostrazione qui sopra, per induzione, non è una dimostrazione "costruttiva", in quanto assume che sia da dimostrare che:
{\displaystyle \sum _{i=1}^{n}i^{3}=\left(\sum _{i=1}^{n}i\right)^{2}}
senza dare alcuna giustificazione da dove questa formula provenga.
Una dimostrazione "costruttiva" di questo assunto può essere questa:
Partiamo dalla formula:
{\displaystyle \left(\sum _{i=0}^{n}i\right)^{2}=\sum _{i=0}^{n}i^{2}+2\sum _{i=0}^{n-1}i\sum _{m=i+1}^{n}m.}
Questa formula è un modo generale per scrivere il quadrato di un polinomio (compaiono infatti tutti i termini quadrati e tutti i doppi prodotti) applicato al quadrato della somma dei primi {\displaystyle n} numeri naturali.
Si può quindi procedere a risolvere le sommatorie di cui si conosce la somma, ricordando che:
{\displaystyle \sum _{i=0}^{n}i={\frac {n(n+1)}{2}}}
e che
{\displaystyle \sum _{i=k}^{n}i={\frac {n(n+1)}{2}}-{\frac {k(k-1)}{2}}}
(poiché {\displaystyle \sum _{i=k}^{n}i=\sum _{i=0}^{n}i-\sum _{i=0}^{k-1}i}),
da cui:
{\displaystyle {\frac {n^{2}(n+1)^{2}}{4}}=\sum _{i=0}^{n}i^{2}+2\sum _{i=0}^{n-1}i\left[{\frac {n(n+1)}{2}}-{\frac {i(i+1)}{2}}\right]}
{\displaystyle {\frac {n^{2}(n+1)^{2}}{4}}=\sum _{i=0}^{n}i^{2}+n(n+1)\sum _{i=0}^{n-1}i-\sum _{i=0}^{n-1}i^{3}-\sum _{i=0}^{n-1}i^{2}.}
Considerando che:
{\displaystyle \sum _{i=0}^{n-1}i^{2}=\left(\sum _{i=0}^{n}i^{2}\right)-n^{2},}
si può semplificare il termine {\displaystyle \sum _{i=0}^{n}i^{2}}, ottenendo:
{\displaystyle {\frac {n^{2}(n+1)^{2}}{4}}=n(n+1){\frac {(n-1)n}{2}}-\sum _{i=0}^{n-1}i^{3}+n^{2}}
da cui si ricava:
{\displaystyle \sum _{i=0}^{n-1}i^{3}={\frac {n^{2}(n-1)^{2}}{4}},}
o, facendo finire la sommatoria a {\displaystyle n}:
{\displaystyle \sum _{i=0}^{n}i^{3}={\frac {n^{2}(n+1)^{2}}{4}}.}
{\displaystyle \sum _{i=1}^{n}\left(\sum _{k=1}^{i}k\right)={\frac {n(n+1)(n+2)}{6}}.}